# Гонсалес Родригес, Хорхе
Хорхе Гонсалес Родригес (исп. Jorge González Rodríguez; род. 16 декабря 1954) — колумбийский шахматист, международный мастер (1977).
Двукратный чемпион Колумбии (1979 и 1993). 
В составе национальной сборной участник следующих соревнований:
- 4 олимпиады (1980, 1986, 1990, 1994).
- 1-й командный чемпионат мира среди участников до 26 лет (1978) в г. Мехико. Выступая на 2-й доске, выиграл золотую медаль в индивидуальном зачёте.

## Изменения рейтинга
| Графики недоступны из-за технических проблем. См. информацию на Фабрикаторе и на mediawiki.org. |